# Esquella

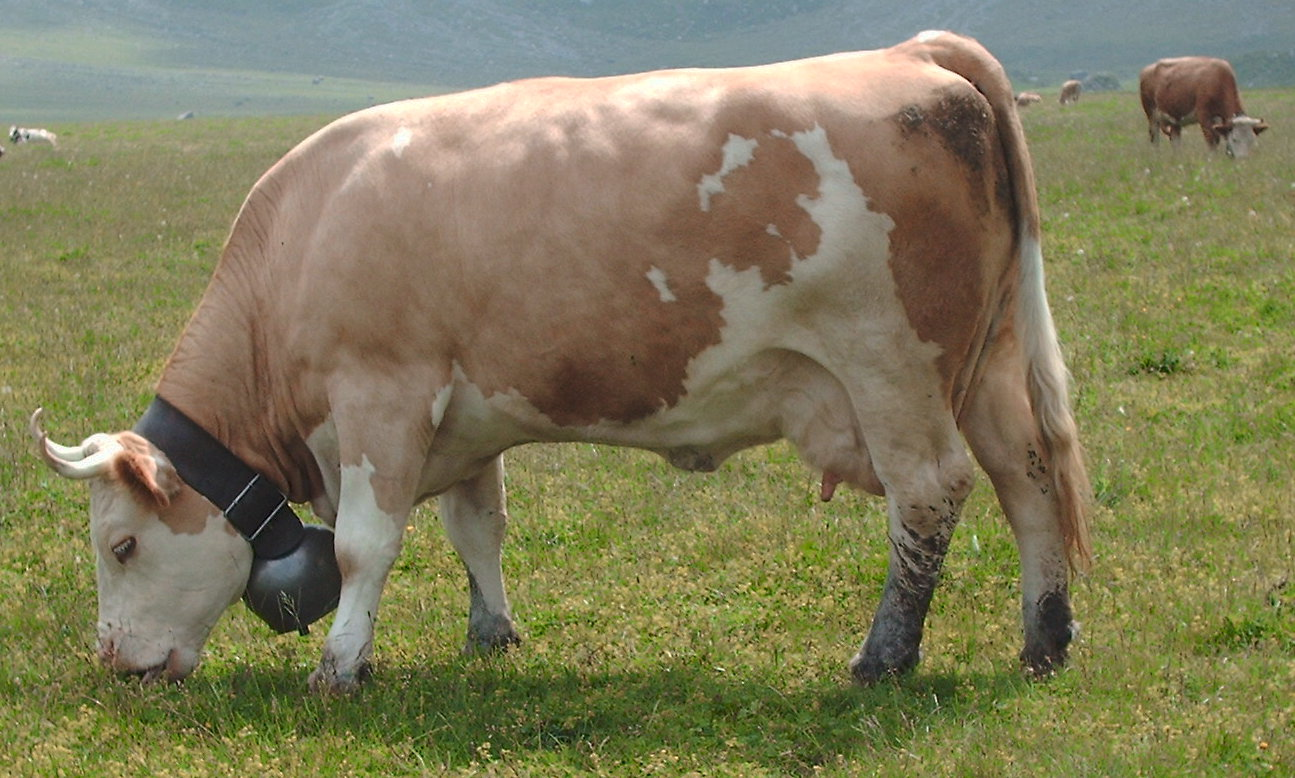
Una vaca amb esquella

Una esquella o picarol és una campana lligada al coll del ramat que es deixa pasturar lliurement.
Les esquelles serveixen perquè les peces de ramat, típicament vaques o cabres, no s'allunyin sense que el pastor les pugui sentir.
La menció més antiga d'una esquella és a un document alemany del segle xiv. A Catalunya la paraula "esquella" va ser immortalitzada amb el setmanari satíric L'Esquella de la Torratxa, fundat l'any 1872. Aquesta publicació duia el subtítol següent: Periòdich satíric, humorístich, ilustrat i literari. Donarà al menos uns esquellots cada setmana.
S'anomena borromba l'esquella grossa que es penja al coll de les eugues, vaques, ovelles o crestons que menen el ramat.
S'anomena truc o truquet a l'esquella bombada en la seva part superior que porten els moltons.